# Ехидо Исла Мухерес (Бенито Хуарез)
Ехидо Исла Мухерес (шп. Ejido Isla Mujeres) насеље је у Мексику у савезној држави Кинтана Ро у општини Бенито Хуарез. Насеље се налази на надморској висини од 5 м.

## Становништво
Према подацима из 2005. године у насељу је живело 9 становника.

### Хронологија
| Година       | 2000            | 2005 |
| ------------ | --------------- | ---- |
| Становништво | 230 (129 / 101) | 9    |

### Попис
| # | Индикатор                        | Вредност |
| - | -------------------------------- | -------- |
| 1 | Укупно појединачних домаћинстава | 2        |